# FP-45 Liberator
Pour les articles homonymes, voir Liberator.

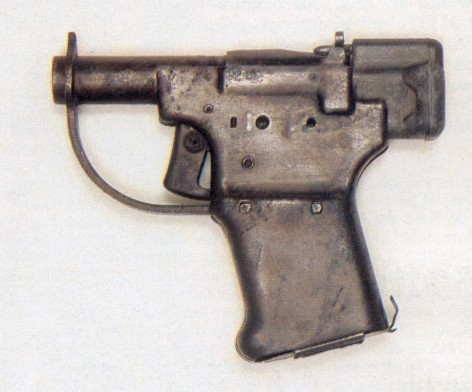
FP-45/M1942.

Le FP-45 Liberator est un pistolet à un coup, extrêmement simple et peu onéreux, fabriqué pour l'armée américaine pendant la Seconde Guerre mondiale à l'usage des forces de résistance dans les territoires occupés.

## Histoire
Le pistolet a été conçu pour l'United States Army en 1942 par la société Guide Lamp Corporation, une division de General Motors, à Dayton dans l'Ohio.
L'armée a désigné l'arme Flare Projector Caliber .45 ou FP-45, soit « lanceur de fusée de détresse de calibre .45 » afin de dissimuler sa véritable fonction. Les plans techniques originaux désignaient le canon comme tube (au lieu de barrel), la détente comme yoke (au lieu de trigger), le percuteur comme control rod (au lieu de firing pin), et le pontet comme spanner (au lieu de trigger guard).
Le projet Liberator a duré environ six mois de la conception jusqu'à la fin de la production, avec environ onze semaines pour la fabrication, de juin 1942 à août 1942, rassemblant une équipe de 300 personnes.
L'usine Guide Lampe Division à Anderson dans l'Indiana a produit un million d'exemplaires de cette arme, et au total 1 600 000 unités des trois modèles différents.

## Conception
L'arme à un coup est rudimentaire, conçue pour être la moins chère et la plus facile à fabriquer pour une production de masse. Le Liberator ne comporte que 23 pièces. L'arme utilise largement des pièces en acier estampé, bon marché et faciles à fabriquer.
L'arme est chambrée pour les cartouches de pistolet de calibre 11,43 mm (0,45 ") et possède un canon lisse. En raison de cette dernière caractéristique, la portée réelle n'est que d'environ 8 mètres et la véritable portée efficace est plus proche des 3 mètres. Au-delà de cette portée, la balle oblongue de .45 ACP, conçue pour un canon rayé, commence à tournoyer sur elle-même dans le sens avant-arrière et perd en précision et en efficacité.

## Utilisation
Le Liberator était conditionné dans une boîte en carton, avec une réserve de dix cartouches de .45 ACP, un tourillon en bois pour extraire l'étui vide, et une feuille d'instructions sous forme de bande dessinée montrant comment charger l'arme et l'utiliser. L'excédent de munitions peut être stocké dans la poignée du pistolet.

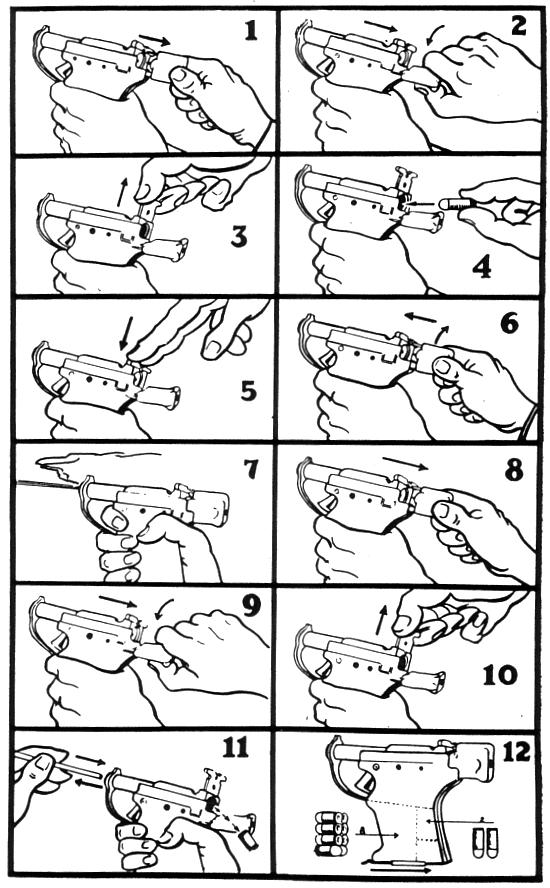
Feuille d'instructions du FP-45.

Après sa production, l'armée donne les Liberator à l'Office of Strategic Services. Arme rudimentaire, le Liberator n'a pas été conçu pour le service de première ligne : il est pensé comme une arme d'insurrection destinée à être larguée massivement derrière les lignes ennemies, à destination des combattants de la résistance dans les territoires occupés. Les résistants utilisaient cette arme pour tuer ou le blesser l'adversaire afin de récupérer ses propres armes.
L'efficacité de l'arme tient à son effet de guerre psychologique plus qu'à sa réelle performance : il a été estimé que, si de grandes quantités de ces armes pouvaient être livrées dans les territoires occupés, l'effet serait dévastateur sur le moral des troupes d'occupation. Le projet était de disséminer ces armes en telles quantités que les forces d'occupation ne pourraient jamais toutes les trouver et les saisir. On espérait ainsi que la simple pensée de milliers d'armes potentiellement dans les mains des résistants aurait un effet néfaste sur le moral de l'ennemi.
En réalité, l'OSS n'a jamais vu l'intérêt de parachutages massifs de Liberator sur l'Europe occupée, préférant fournir à la résistance européenne des armes de meilleure qualité. Ainsi, seules 25 000 unités ont été fournies à la Grande-Bretagne pour être distribuées à la résistance française. Une cargaison de cent mille Liberator a été expédiée pour la Chine en 1943 mais le nombre effectivement distribué est inconnu ; les résistants grecs en ont reçu un petit nombre, de même que les diverses forces de résistance à l'invasion japonaise aux Philippines. Le Liberator n'a jamais été utilisé par les troupes américaines ou alliées régulières et il n'existe aucun témoignage documenté de son éventuelle utilisation au combat.
En 1942, le coût de fabrication unitaire du Liberator FP-45 était de 2,40 $ (26 $ de 2005).
Une variante à deux coups de cette arme a été conçue mais n'a jamais été mise en production. Le système consiste en deux chambres basculant devant le canon afin de faire feu.

## Caractéristiques techniques

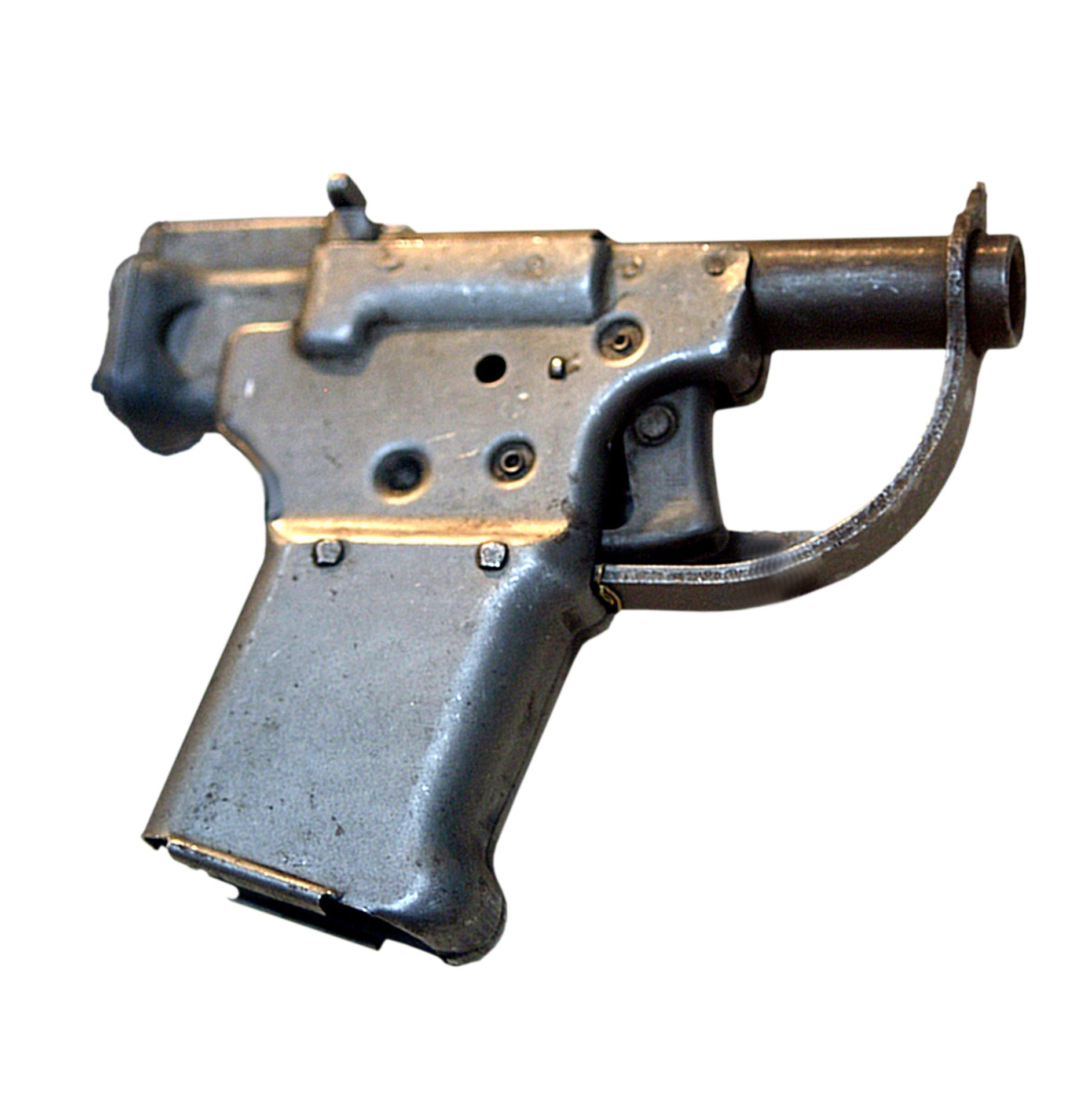
Liberator à l'hôtel des Invalides à Paris.

- Longueur : 141 mm
- Canon : 102 mm (4 pouces)
- Masse arme vide : 795 g/780 g.
- Capacité du chargeur : 1 coup
- Calibre : .45 ACP
- Poids : 454 g
- Vélocité projectile : 250 m/s

## Le concept relancé
Le Liberator a été remplacé par le Deer gun en 1964, un équivalent modernisé conçu pour une utilisation éventuelle au Vietnam. Cela était dû au fait que la CIA avait besoin d'une arme de ce type, et la plupart des Liberator avaient disparu après la Seconde Guerre mondiale. Le Deer Gun, ou parfois appelé Dear Gun, est chambré en 9 mm Parabellum et se charge en dévissant le canon pour insérer une cartouche avant de tirer. La quasi-totalité des exemplaires produits ont été détruits, ce qui rend le Deer aussi rare que le Liberator.